# Maurice Lecat
Maurice Marie Albert Lecat (Saint-Josse-ten-Noode, 18 de maio de 1884 – Uccle, 5 de outubro de 1951) foi um matemático, filósofo e quimico belga.
Colaborou com a edição francesa da Encyklopädie der mathematischen Wissenschaften, com o artigo Calcul des variations. Publicou diversos livros, dentre os quais sobre teoria da relatividade e cálculo variacional, sobre determinantes, Maurice Maeterlinck e um livro com listas sobre erros de matemáticos.

## Obras
- L'azéotropisme: la tension de vapeur des mélanges de liquides, 1919
- Pensées sur la science, la guerre et sur des sujets très variés, Brüssel: Lamertin 1919
- Bibliographie du calcul des variations, 1850–1913, 1913
- Bibliographie du calcul des variations depuis les origines jusqu'à 1850 comprenant la liste des travaux qui ont préparé ce calcul, 1916
- Bibliographie des séries trigonométriques, 1921
- Sur les déterminants cayléens et bicayléens anormaux, 1922
- Probité scientifique, 1923
- Notes diverses sur les déterminants, 1925
- Bibliographie de la relativité, Brüssel: Lamertin 1924
- Coup d'oeil sur la théorie des déterminants supérieurs dans son état actuel, 1927
- Isopérimètres, 1930
- Atome et cosmos, 1931
- Contre la guerre avec Einstein, 1931 (flämisch: Met Einstein tegen den oorlog)
- Probabilité et induction, 1935
- Erreurs de Mathématiciens des origines à nos jours, Brüssel: Castaigne 1935
- La théorie invariantive du calcul des variations du Prof. Th. de Donder, 1936
- Notice sur l'ouvrage Variationsrechnung de C. Carathéodory, 1936
- Prévision du temps par l'analyse des cartes météorologiques, 1936
- Maurice Maeterlinck en pantoufles, 1939
- Le Maeterlinckianisme, Brüssel: Castaigne 1941
- Tables azéotropiques, 1949